# ليكرين
بلدية الإقليم أو (نقحرة: ليكرين) (بالإسبانية: Lecrín) هي بلدية تقع في مقاطعة غرناطة التابعة لمنطقة أندلوسيا جنوب إسبانيا.

## الديموغرافيا
بلغ عدد سكان بلدية الإقليم 2.271 نسمة عام 2011 (وفقاً للمعهد الوطني الإسباني للإحصاء).
| 2.424 | 2.322 | 2.251 | 2.309 | 2.336 | 2.322 | 2.271 |